# Setnik rymów duchownych
Setnik rymów duchownych – zbiór poetycki wydany w 1590 roku przez Sebastiana Grabowieckiego, składający się dwóch części (setników) zawierających ponad dwieście wierszy. 
Rymy duchowne są komentarzem do włoskich fascynacji literackich, duchowych przemian i do dramatów osobistych poety, np. do boleśnie przeżytej śmierci żony. W tym tomie obecne są rozrachunek z życiem oraz znamienny układ kompozycyjny rysujący katolicki wzorzec przemiany i odnajdywania wartości. 
Kolejność motywów kompozycyjnych:
- wiersze pokutne
- wiersze oczyszczające
- wiersze dziękczynne
- wiersze pochwalne.

Oba setniki zamykają się wierszami do Matki Boskiej, a całość wierszem do Anioła Stróża, a więc widoczne jest w zbiorze przeistoczenie od pokuty do konsolacji. Jednakże to tylko ogólny układ z różnymi odstępstwami, wewnętrznie bogacony  poprzez dobierane sąsiedztwo wierszy, a więc znaczące konteksty czy ich wersyfikacyjne różnicowanie.